# Affari in cantina
Affari in cantina (titolo originale Garage brothers) è stato un docu-reality statunitense, prodotto da The Travel Channel e in onda dal 2013 al 2017.

## Descrizione
La serie vede come protagonista Kraig Bantle, proprietario della Garage Brothers. Assieme con Mike Gleisinger, perito, Ron, meccanico esperto nel sollevamento di oggetti pesanti e Tony, gira le dimore private degli Stati Uniti d’America per aprire delle vere e proprie scatole dei tesori: i garage e le cantine.
Queste zone delle case, spesso dimenticate o messe in secondo piano rispetto ad altri ambienti dell’abitazione, sono caratterizzate dalla presenza di oggetti di valore che, di frequente, i proprietari non sanno neanche di possedere.
Kraig e i suoi Garage Brothers li valutano e li recuperano. In cambio, forniscono ai proprietari delle case che permettono loro di mettere le mani nei ricordi di famiglia un servizio di ristrutturazione degli spazi dove hanno riordinato, che vengono trasformati in aree utilizzabili a livello pratico dagli abitanti della casa (p.e. in angoli di lavoro).
Il disordine ha i giorni contati con i protagonisti di Affari in Cantina, una squadra affiatata che, nel corso delle puntate, hanno guidato i telespettatori alla scoperta di soffitte, cantine e garage pieni di mobili più o meno antichi e altre oggetti curiosi.